# Himlingeskogen
Himlingeskogen är ett naturreservat i Katrineholms kommun i Södermanlands län. Området är naturskyddat sedan 2005 och är 57 hektar stort. Reservatet består av barrskog med kärr och myrmark.

## Beskrivning
Himlingeskogen inrättades som naturreservat 2005 men en del av området ingick sedan tidigare i Natura 2000. Trädskiktet domineras av gran, fältskiktet är glest i barrskogen men linnea, kruståtel, vårfryle återfinns där. Myrmarkens trädskikt domineras av tall med inslag av al och glasbjörk fältskiktet är i myrmarken artrikt, några av arterna som finns där är missne, tuvull, skvattram, flaskstarr, vattenklöver, tranbär, vitag och rundsileshår. Bottenskiktet i granskogen är väldigt artrikt, där återfinns husmossa, väggmossa, kammossa, kvastmossor, björnmossor samt signalarterna garnlav, kattfotslav, brunpudrad nållav, ullticka, vedticka, gammelgranslav, fältmossa, rörsvepemossa och kornig nållav. Inom området har det ej bedrivits modernt skogsbruk.
Sedan 2020 är trädsiktet i området hårt drabbat av angrepp från granbarkborre.

## Galleri

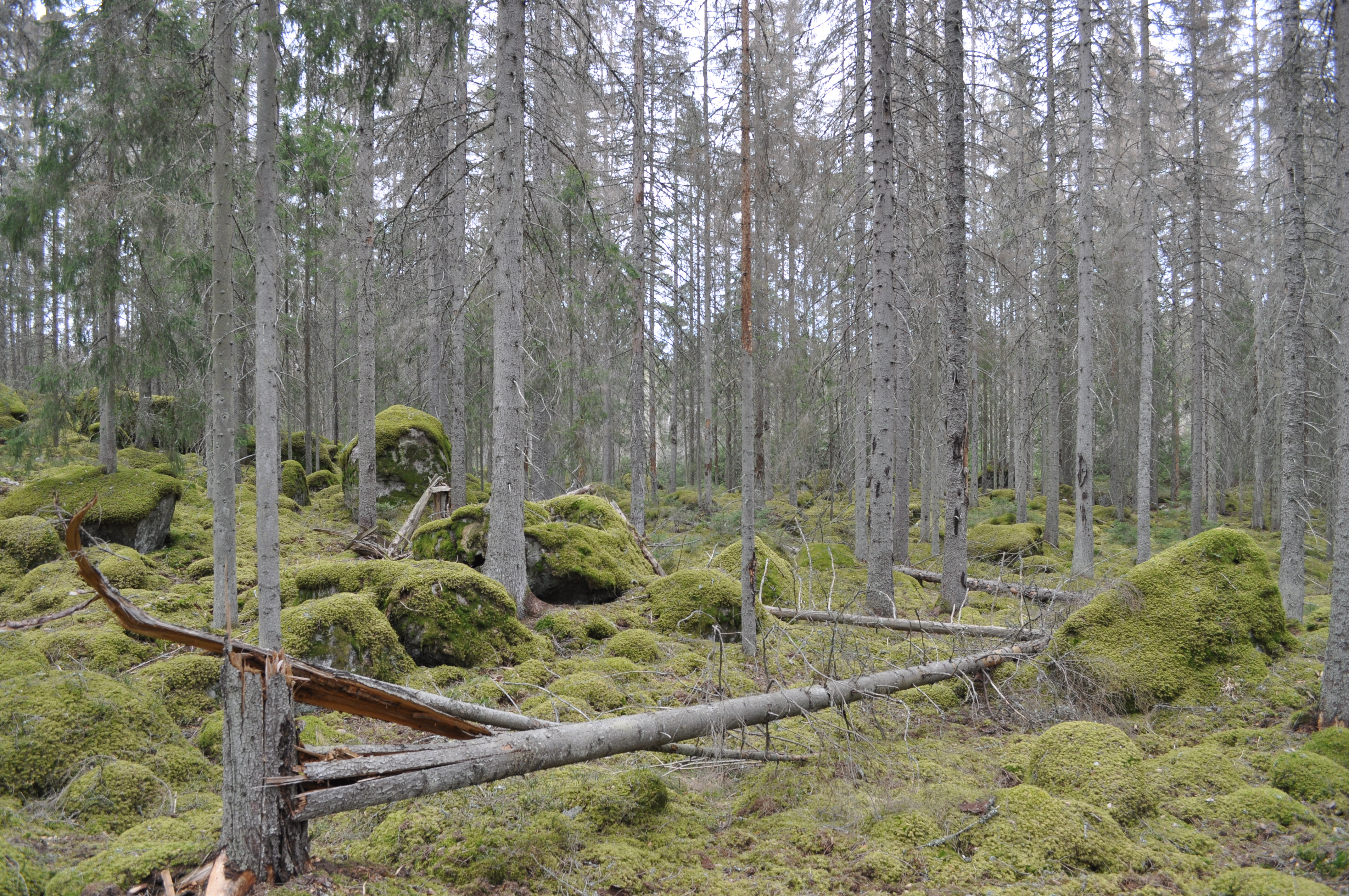
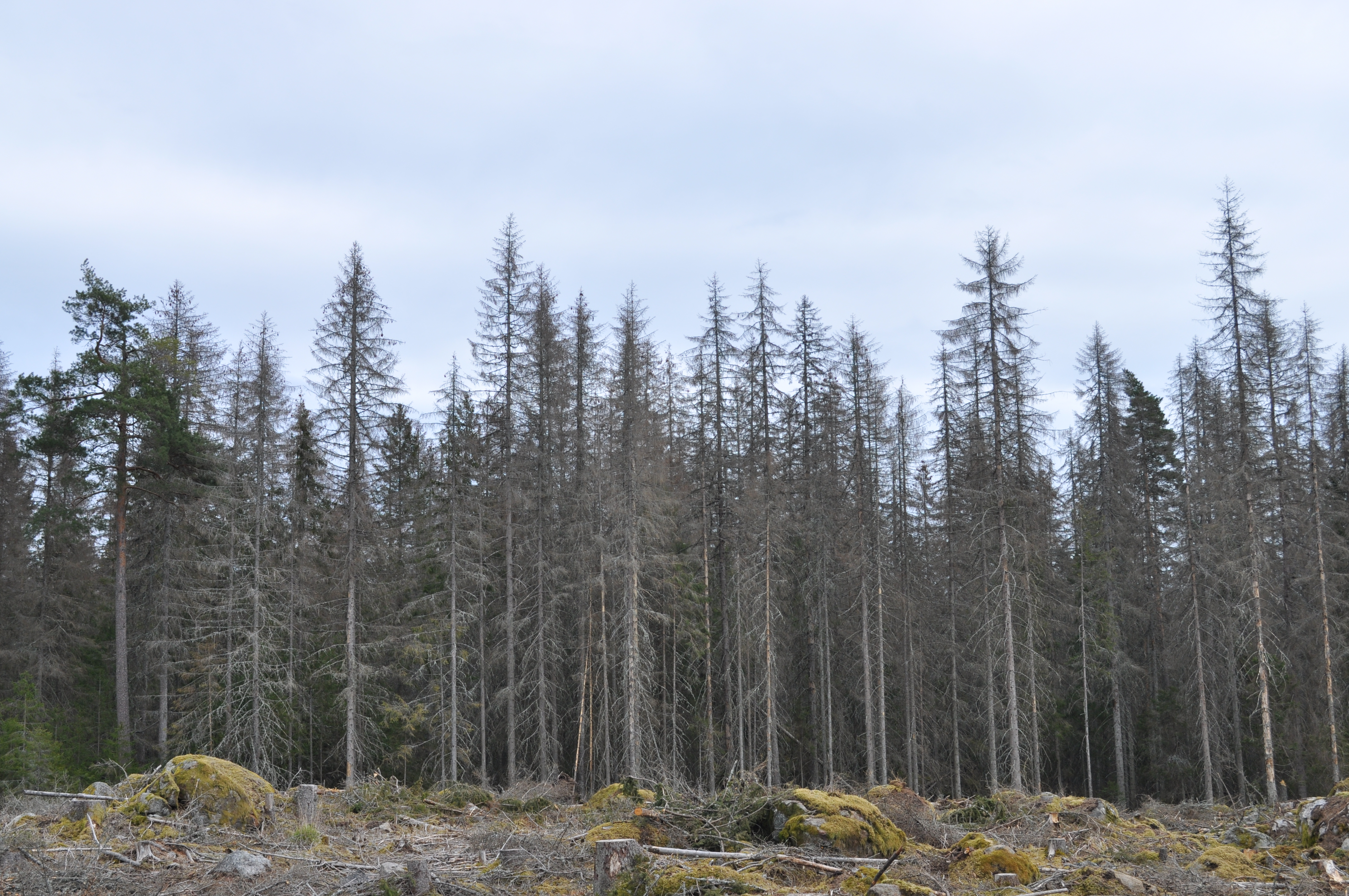
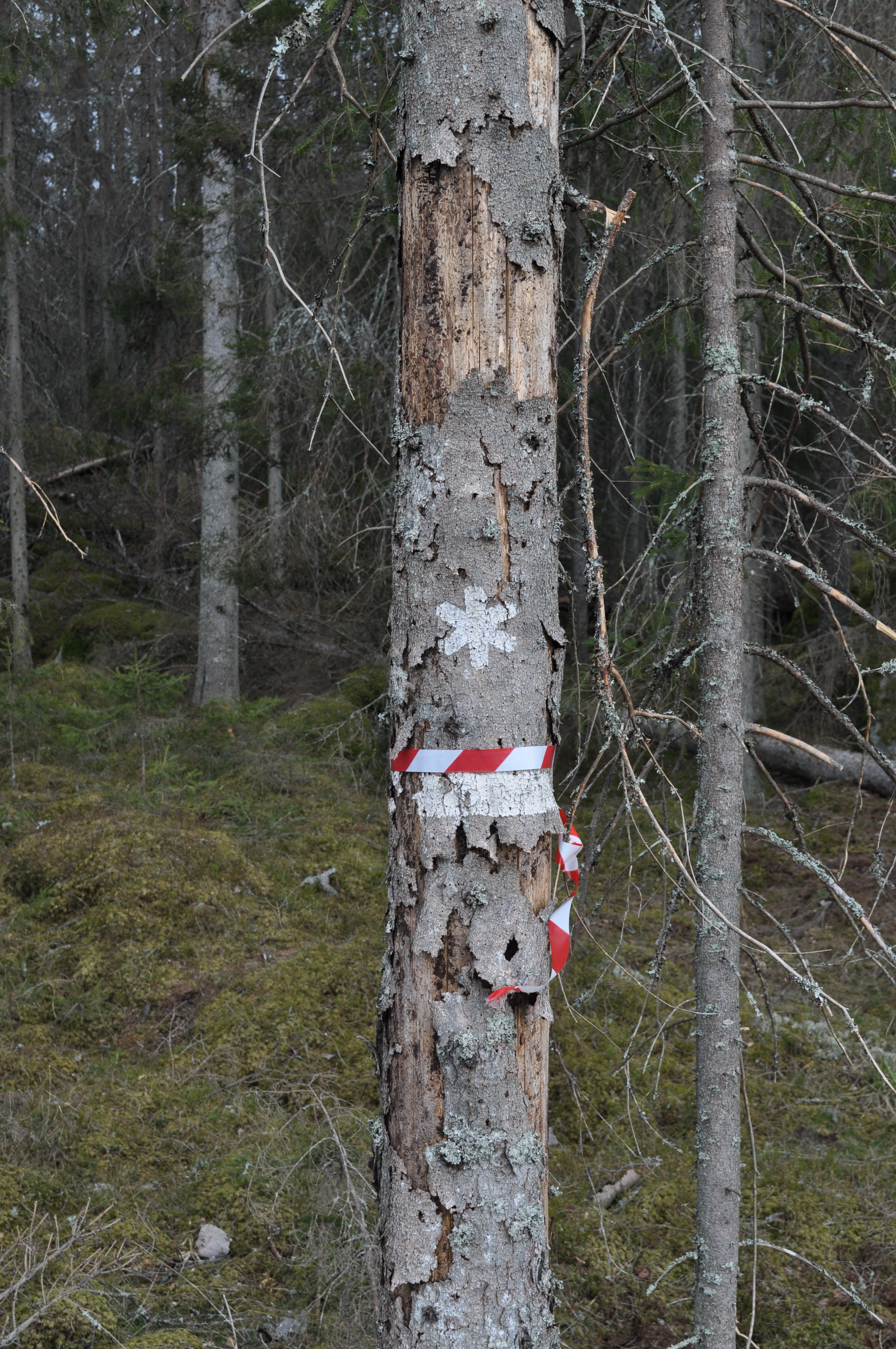
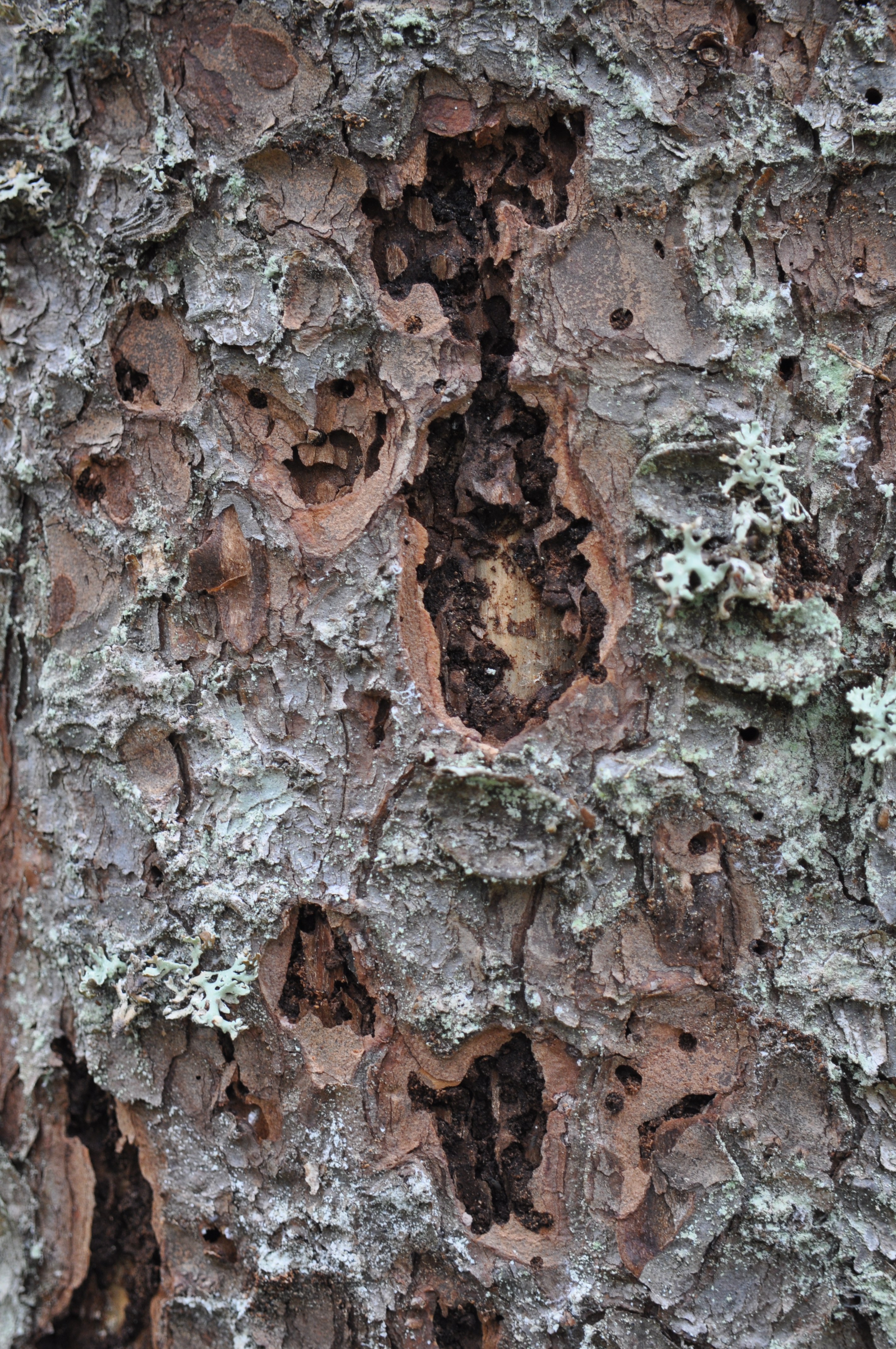